# Pike’s Peak Country
Das Pike’s Peak Country war der Name der Goldbergwerkregion in den westlichen Vereinigten Staaten nahe Pikes Peak während des Pikes Peak Goldrausches zwischen 1858 und 1861. Das Gebiet war das Herzstück des am 24. Oktober 1859 gebildeten, nicht vom Kongress autorisierten Jefferson-Territoriums, dieses bestand bis zur Organisation des Colorado-Territoriums am 28. Februar 1861. Er umfasste die Region westlich des Kansas-Territoriums annähernd westlich des 104. Längengrades und die Region südlich des Nebraska-Territoriums annähernd westlich des 104. Längengrades und südlich des 41. Breitengrades.